# خط برست
خط برست هي قرية في مقاطعة خلخال، إيران. عدد سكان هذه القرية هو 55 في سنة 2006.